# Andreas Wenzel
Andreas „Andy“ Wenzel (Planken, Lihtenštajn 18. ožujka 1958.) bivši alpski skijaš iz Lihtenštajna. 
Zajedno sa svojom sestrom Hanni Wenzel bio je aktivan u Svjetskom skijaškom kupu krajem 70-ih i 80-ih godina prošlog stoljeća. Bio je All-rounder povjedivši u Garmisch-Partenkirchenu na SP 1978. u kombinaciji a u veleslalomu je osvojio srebro. Na ZOI 1980. u Lake Placidu osvaja srebro u veleslalomu a četiri godine kasnije na ZOI 1984. u Sarajevu osvaja broncu u veleslalomu.
U Svjetskom skijaškom kupu pobjeđuje 14 puta, od toga 6 puta u kombinaciji. Veliki globus osvaja 1980. Wenzel dobiva 2006. nagradu Goldene Lorbeerblatt najviše lihtenštajnsko sportsko odličje. Njegova sestra je dvije godine ranije primila isto ovo odličje. Od 2007. je predsjednik Lihtenštajnskog skijaškog saveza.

## Pobjede u Svjetskom kupu
14 pobjeda (4 slaloma, 6 kombinacije, 1 superveleslalom, 3 veleslaloma)
| Datum              | Mjesto održavanja      | Disciplina      |
| ------------------ | ---------------------- | --------------- |
| 17. siječnja 1978. | Adelboden              | Veleslalom      |
| 6. ožujka 1978.    | Waterville Valley      | Veleslalom      |
| 12. siječnja 1980. | Lenggries              | Kombinacija     |
| 13. siječnja 1980. | Kitzbühel              | Slalom          |
| 8. ožujka 1980.    | Oberstaufen            | Veleslalom      |
| 4. siječnja 1981.  | Ebnat-Kappel           | Kombinacija     |
| 23. veljače 1983.  | Tärnaby                | Slalom          |
| 2. prosinca 1983.  | Kranjska Gora          | Slalom          |
| 20. prosinca 1983. | Madonna di Campiglio   | Kombinacija     |
| 17. siječnja 1984. | Parpan                 | Kombinacija     |
| 29. siječnja 1984. | Garmisch-Partenkirchen | Superveleslalom |
| 17. prosinca 1984. | Madonna di Campiglio   | Kombinacija     |
| 6. siječnja 1985.  | La Mongie              | Slalom          |
| 13. siječnja 1985. | Kitzbühel              | Kombinacija     |